# Meinwegcross
De Meinwegcross is een hardloopwedstrijd die jaarlijks georganiseerd wordt in Herkenbosch. De organisatie van de wedstrijd is in handen van Swift Atletiek Roermond. 
De laatste editie vond plaats op 21 december 2014.

## Parcours
Het onverharde parcours is een glooiend bosparcours gelegen bij bezoekerscentrum ‘Nationaal Park De Meinweg’ te Herkenbosch. Het parcours is volledig op spikes te belopen.

## Geschiedenis
Vanaf 2002 tot en met 2006 maakte deze cross deel uit van het Dagblad Cross Circuit. Na het ter ziele gaan van het circuit werd de wedstrijd in 2007 als opzichzelfstaande wedstrijd georganiseerd. Vanaf 2008 maakt de wedstrijd deel uit van het Limbracross circuit.
Op zondag 20 december 2009 vond een memorabele wedstrijd plaats door de barre weersomstandigheden. Enorme sneeuwval tijdens de wedstrijd zorgden voor een echte heroïsche cross. In 2010 werd de cross afgelast vanwege extreme weersomstandigheden.